# Kuba Masatomo
Masatomo Kuba (sinh ngày 21 tháng 11 năm 1984) là một cầu thủ bóng đá người Nhật Bản.

## Sự nghiệp câu lạc bộ
Masatomo Kuba đã từng chơi cho Tokyo Verdy.